# Alte Gleistrasse

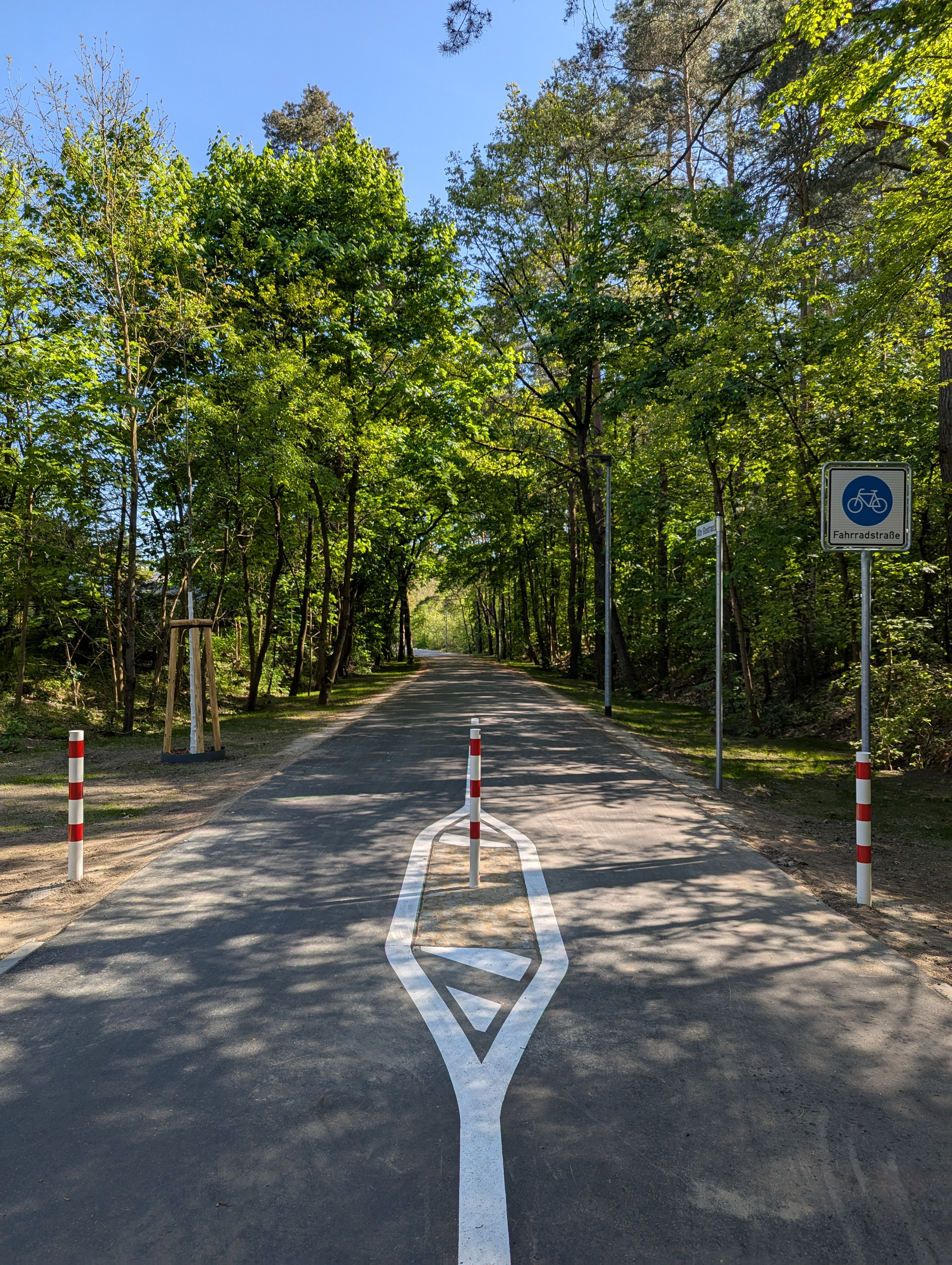
Alte Gleistrasse, Fahrradstraße in Strausberg (2025)

Die Alte Gleistrasse ist eine Fahrradstraße mit mitlaufender Beleuchtung in Strausberg. Sie befindet sich auf einem Abschnitt der Trasse der ehemaligen Industriebahn der Strausberger Eisenbahn zwischen dem Ende der Goethestraße/Anfang der Friedrich-Ebert-Straße und der Elisabethstraße. Die Idee für das Projekt stammt aus dem Jahr 2015. 2019 fand das Projekt Aufnahme in das Rahmenkonzept zum Radverkehr 2019 der Stadt Strausberg. Die Arbeiten begannen am 9. September 2024 und wurden im April 2025 abgeschlossen. Am 25. April 2025 wurde anlässlich des Sattelfestes und dem Start der Kampagne Stadtradeln die 1,2 Mio. Euro teure Fahrradstraße offiziell frei gegeben. Die Fahrradstraße ist 1,3 km lang und 4 m breit.

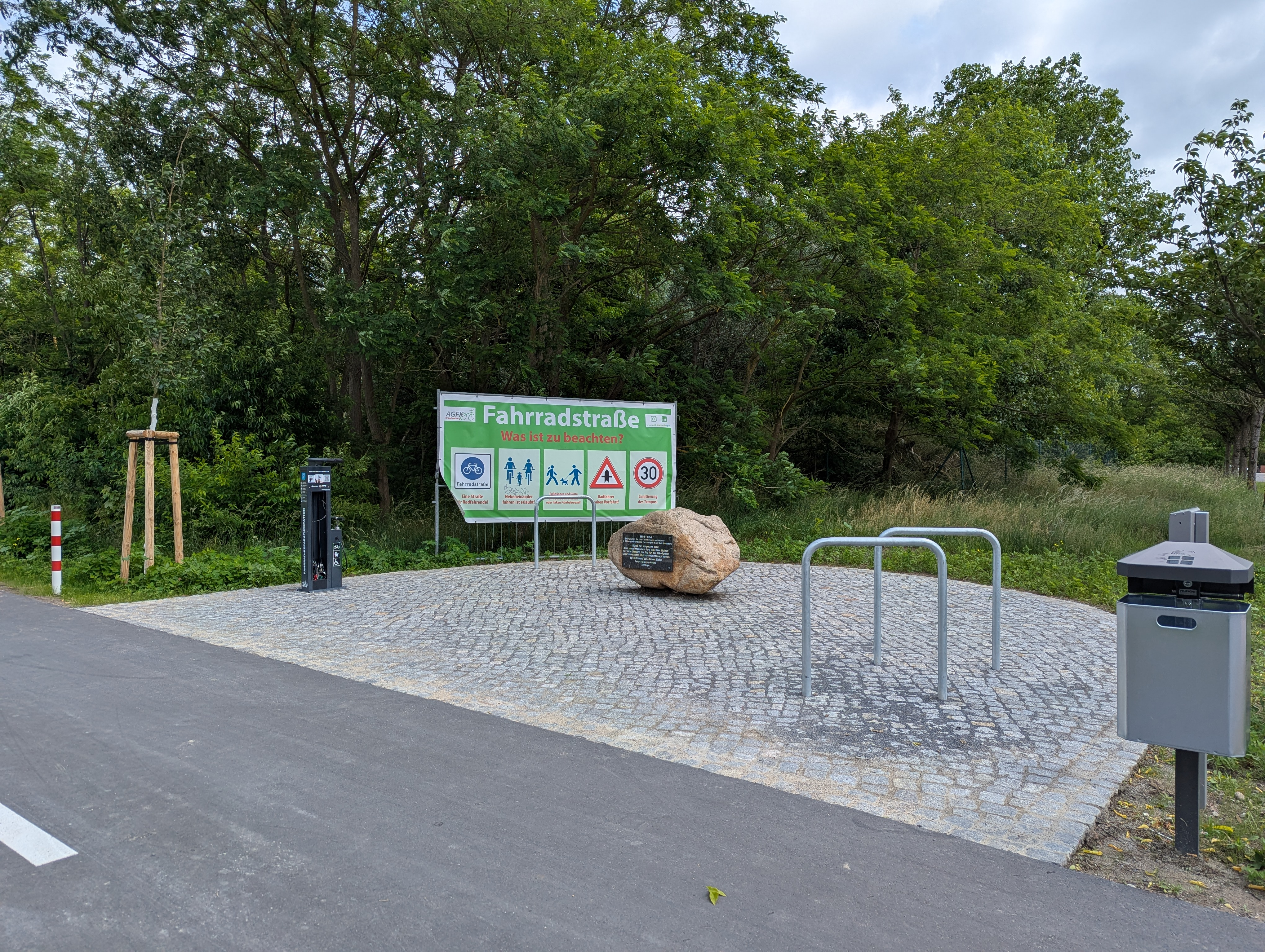
Fahrrad-Reparaturstation
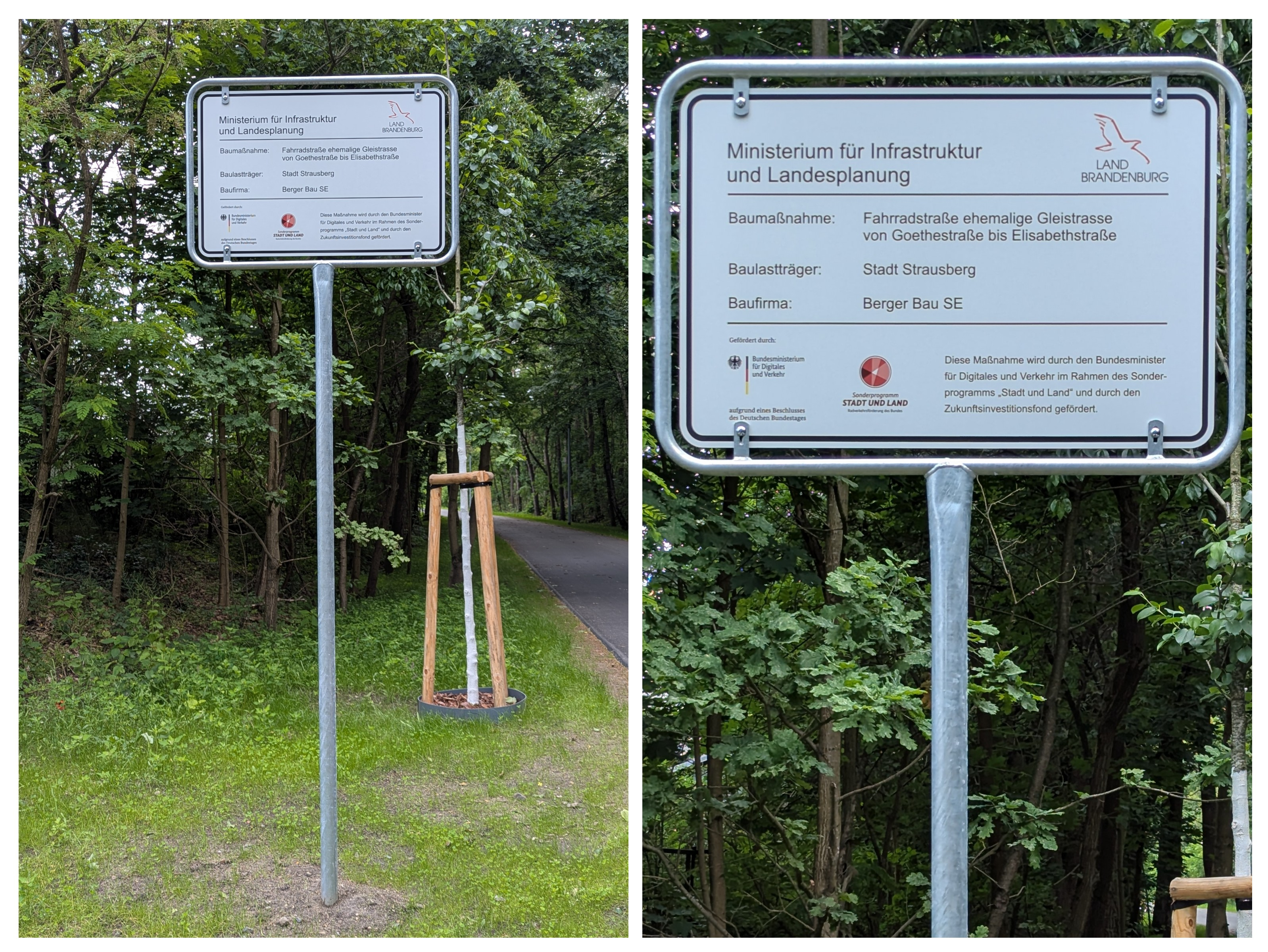
Infotafel
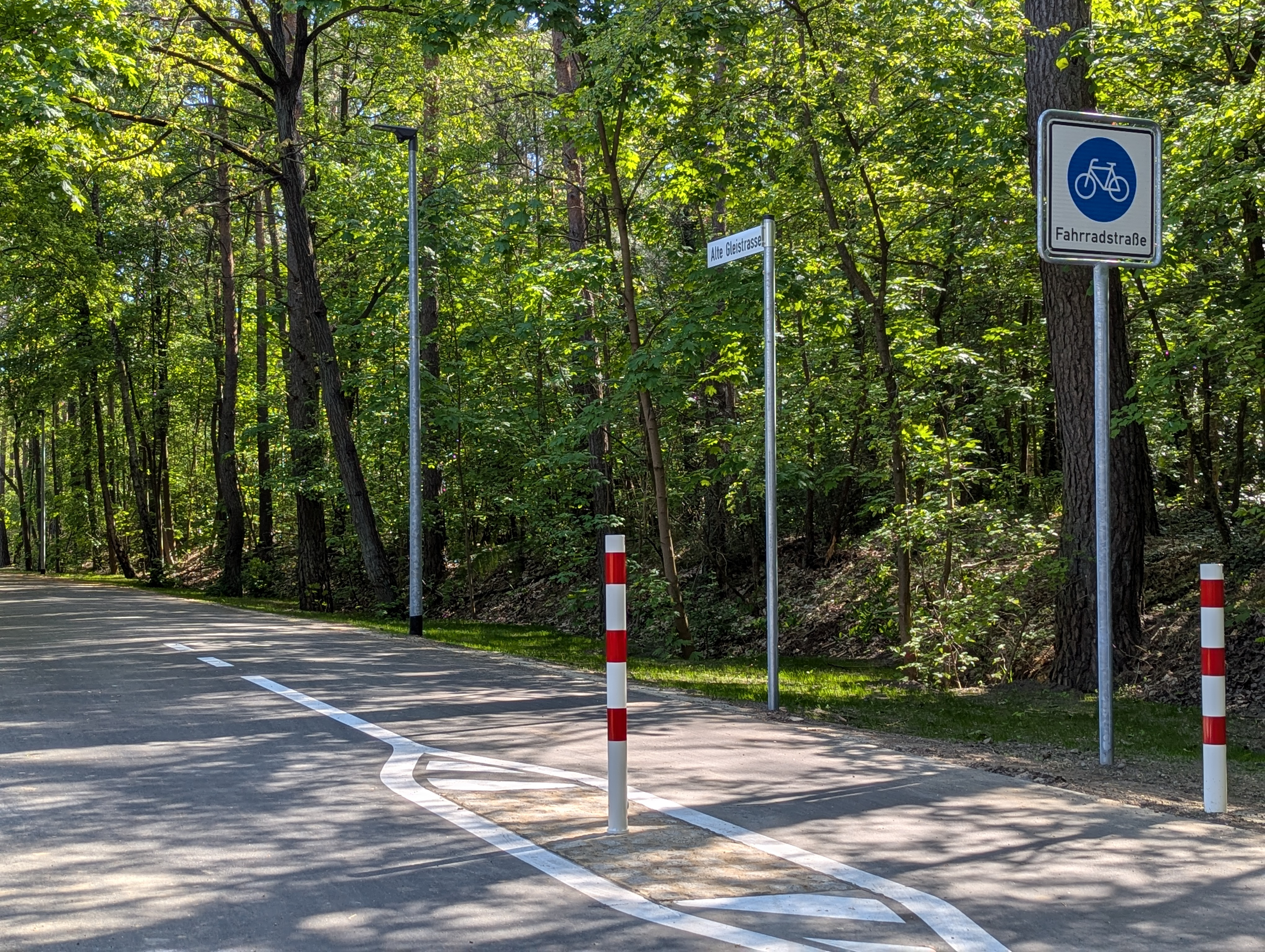
Startpunkt: Ende der Goethestraße/Anfang der Friedrich-Ebert-Straße
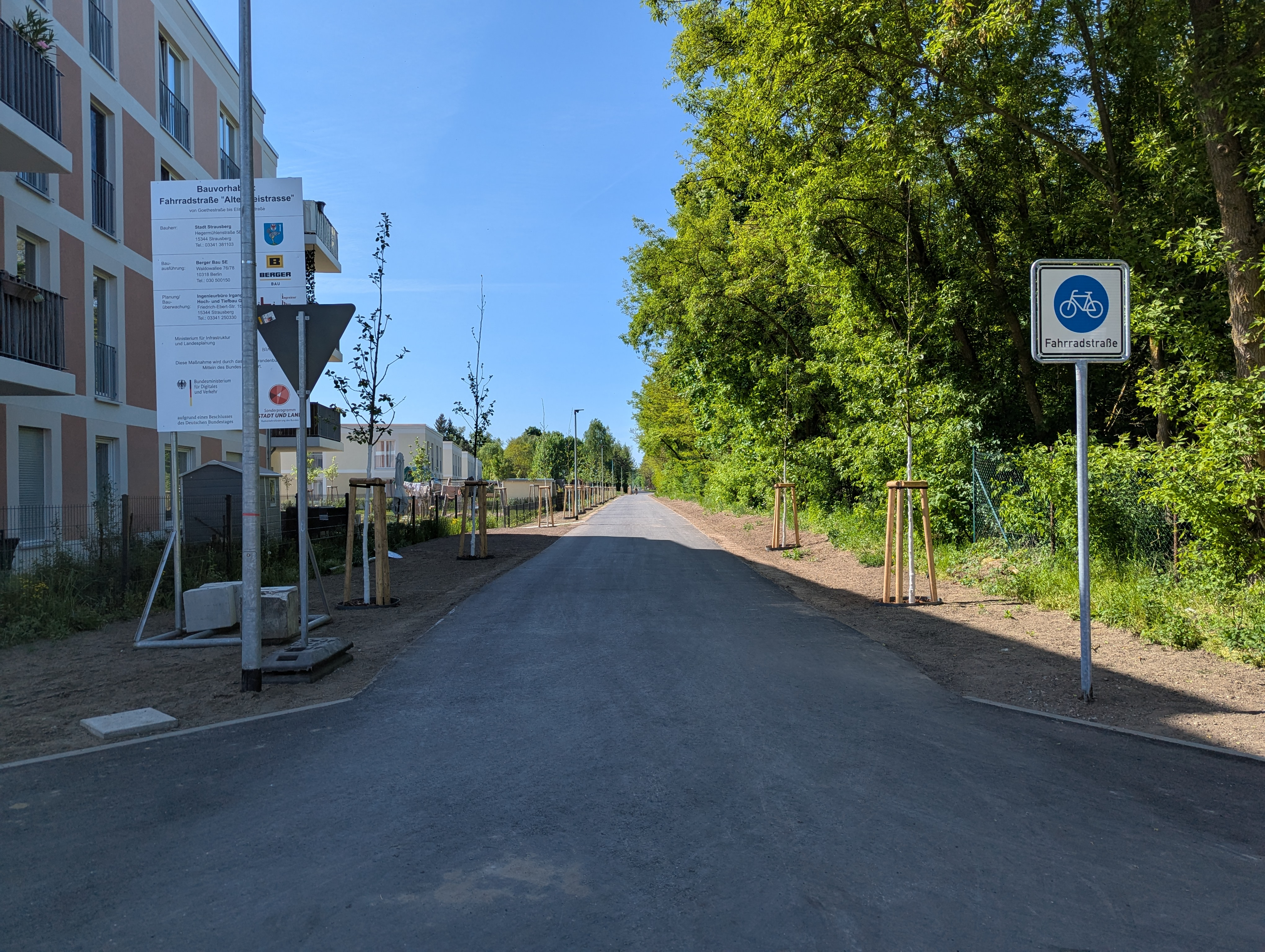
Startpunkt: an der Elisabethstraße